# Сюровай (Увинський район)
Сюрова́й (рос. Сюровай) — присілок у складі Увинського району Удмуртії, Росія.

## Населення
Населення — 236 осіб (2010; 258 в 2002).
Національний склад станом на 2002 рік:
- удмурти — 85 %

## Урбаноніми[3]
- вулиці — Карла Маркса, Курчатова, Радянська, Удмуртська, Чкалова